# Manuel Foglia
Pour les articles homonymes, voir Foglia.
Manuel Foglia est un réalisateur et scénariste québécois.

## Biographie
Manuel Foglia étudie en cinéma à l'Université Concordia, puis participe à la Course destination monde (édition 1992-1993). Par la suite, il réalise des courts métrages documentaires et des reportages pour la télévision. Il collabore aussi ponctuellement à des émissions d'affaires publiques ainsi qu'à des magazines culturels et de variétés tels La fin du monde est à sept heures.
En 2000, Foglia produit et réalise le documentaire De la citoyenneté au Québec.
En janvier 2008, il présente le documentaire Paroles et Liberté, consacré à la vie et à l'action politique de Pierre Bourgault ; Gaston Côté soulignera la réalisation « magnifique » de ce film tout en regrettant qu'il tourne à l'« hommage posthume ».
De 2003 à 2007, il passe l'essentiel de son temps à suivre au plus près les agissements des députés Daniel Turp et Charlotte L'Écuyer, protagonistes de son film Chers électeurs, qui montre le quotidien de la vie parlementaire .
Il est le fils du journaliste Pierre Foglia décédé en 2025.

## Filmographie

### Comme réalisateur

#### Cinéma
- 2000 : De la citoyenneté au Québec
- 2008 : Paroles et Liberté[2]
- 2008 : Chers électeurs

#### Télévision
- 1998 : La Vie d'artiste, entrevue avec Pierre Foglia (son père)[3].
- 2011 : Chartrand, le malcommode (Télé-Québec)[4].
- 2021 : Maka Kotto, fils adoptif (ICI RDI)[5].
- 2023 : Garçons, un film de genre (Unis-TV)[6].